# Chériennes
Chériennes ist eine französische Gemeinde mit 169 Einwohnern (Stand: 1. Januar 2022) im Département Pas-de-Calais in der Region Hauts-de-France (vor 2016: Nord-Pas-de-Calais). Sie gehört zum Arrondissement Montreuil und zum Gemeindeverband Les 7 Vallées. Die Einwohner werden Chériennois und Chériennoises genannt.

## Lage
Die Gemeinde Chériennes liegt im Süden des Artois auf einem Plateau zwischen den Flüssen Canche und Authie, 38 Kilometer ostsüdöstlich der Küstenstadt Berck. Nachbargemeinden von Chériennes sind Le Quesnoy-en-Artois im Norden, Vacqueriette-Erquières im Nordosten, Fontaine-l’Étalon im Südosten, Caumont im Süden sowie Regnauville im Westen.

## Bevölkerungsentwicklung
| Jahr                       | 1962 | 1968 | 1975 | 1982 | 1990 | 1999 | 2007 | 2014 | 2022 |
| Einwohner                  | 257  | 245  | 231  | 219  | 205  | 182  | 161  | 143  | 169  |
| Quellen: Cassini und INSEE |      |      |      |      |      |      |      |      |      |

## Sehenswürdigkeiten
- Kirche Saint-François-d’Assise